# Parti libéral-démocrate (Allemagne)
Pour les articles homonymes, voir Parti libéral-démocrate et FDP.
Le Parti libéral-démocrate (en allemand : Freie Demokratische Partei, abrégé en FDP) est un parti politique libéral allemand créé en 1948.
Le parti est généralement décrit comme pro-business et néolibéral,. Les élus du FDP sont favorables au libre-échange, à l'immigration, à la baisse des impôts, et à la dérégulation générale des marchés.
Le FDP est favorable aux voitures individuelles et aux SUVs. Il est réputé proche du patronat allemand.
D’importance électorale moyenne, avec entre 4,3 et 14,5 % (son meilleur score obtenu en 2009) aux élections fédérales, il est présent dans toutes les coalitions gouvernementales sur le plan fédéral de 1949 à 1998 sauf en deux brèves périodes ; en plusieurs occasions, c’est lui qui a provoqué l’alternance selon qu’il s’alliait avec les chrétiens-démocrates ou les sociaux-démocrates. Il a été au gouvernement pendant quarante-deux ans au total, dans quatorze cabinets. Il est de nouveau au gouvernement à la suite des élections de 2009, après onze années d'opposition, en coalition avec la CDU/CSU.
Lors des élections fédérales du 22 septembre 2013, le FDP n'obtient que 4,8 % des voix, se voyant privé de sa représentation au Bundestag, et doit donc également quitter le gouvernement. Il revient au Bundestag avec les élections fédérales du 24 septembre 2017 et siège alors dans l'opposition. Il revient au gouvernement après les élections fédérales de 2021, en tant que composante d'une coalition en feu tricolore.
La coalition est rompue en novembre 2024, après que le président du parti Christian Lindner a été limogé de son poste de ministre des finances par Olaf Scholtz, ce qui provoque des élections anticipées en février 2025 qui voient le FDP perdre à nouveau sa représentation au Bundestag en n'atteignant pas le seuil de 5 % requis.
Il réalise traditionnellement ses meilleurs scores parmi les classes moyennes et supérieures, et dans les villes de moyenne et petite taille.

## Histoire

### Origines

#### Le mouvement libéral en Allemagne
Le mouvement libéral se développe en Allemagne au début du XIXe siècle chez les étudiants et les intellectuels, d'abord en faveur des droits des classes inférieures et de l'unité nationale. Il est sévèrement réprimé par la réaction, en particulier par le Chancelier Metternich, finalement écarté en 1848 lors de la révolution de Mars. Les monarchies contiennent le mouvement et restent en place, mais les idées libérales ont connu un progrès certain. En 1861 est fondé le Parti progressiste allemand (Deutsche Fortschrittspartei), le premier parti au sens moderne du terme, avec programme et objectifs clairs. Le Parti progressiste fusionnera en 1884 avec d'autres groupes libéraux pour donner naissance au Parti radical. S'y ajoute en 1868 le Parti national-libéral (Nationalliberale Partei), né d'une scission de droite du Parti progressiste, nationaliste, monarchiste et expansionniste. En 1868 également, une scission de gauche du Parti progressiste donne naissance au Parti populaire allemand (Deutsche Volkspartei), qui fusionne en 1910 avec les héritiers du Parti radical pour donner naissance au Parti populaire progressiste. Sous la république de Weimar, la fusion du Parti populaire progressiste et de l'aile ralliée à la République du Parti national-libéral donne naissance au Parti démocrate allemand (Deutsche Demokratische Partei, DDP) de Friedrich Naumann, qui regroupe les libéraux de centre gauche. Le reste du Parti national-libéral se regroupe derrière Gustav Stresemann dans le Parti populaire allemand (Deutsche Volkspartei, DVP), qui incarne un libéralisme nationaliste et conservateur, proche des milieux industriels et initialement opposé à la République. Quelques éléments de l'aile la plus conservatrice du Parti national-libéral rejoignent les conservateurs monarchistes au sein du Parti populaire national.

#### Les formations libérales de l'après-guerre
Dès la fin de la Seconde Guerre mondiale, l'occupant soviétique en Allemagne organisa la création de partis politiques. Début juillet 1945, Wilhelm Külz et Eugen Schiffer fondent un Parti libéral-démocrate d'Allemagne (Liberal-Demokratische Partei Deutschlands, LDP), avec pour ambition de couvrir l'ensemble du territoire, mais ils ne peuvent le constituer qu'en zone soviétique. Il reçoit lors des seules élections législatives libres, en 1946, entre 7,8 % des voix dans la partie orientale de Berlin et 29,9 % dans la province de Saxe. Il rejoint en 1949 le Front national (Nationale Front).
Des partis libéraux sont créés dans tous les Länder de l’Ouest par d'anciens membres du DDP et de l'aile libérale du DVP. Le premier, le Parti des libéraux-démocrates (Partei Freier Demokraten, PFD), est fondé en septembre à Hambourg, et reçoit 18,2 % des voix lors des élections du Bürgerschaft le 13 octobre. En Hesse, le FDP, qui présente aux élections législatives de 1950 une liste commune avec un groupement de réfugiés, reçoit 31,8 % des voix – le meilleur score de l’histoire des libéraux-démocrates allemands. En novembre 1946, le Parti populaire démocrate (Demokratische Volkspartei, DVP) obtient également de bons résultats aux élections de Wurtemberg-Bade, bastion historique du libéralisme allemand, sous la houlette de deux anciens députés DDP au Reichstag, Theodor Heuss et Reinhold Maier.
Une première tentative d'unification des libéraux allemands a lieu le 17 mars 1947, lorsque Theodor Heuss et Wilhelm Külz créent à Rothenburg ob der Tauber le Parti démocrate d’Allemagne (Demokratische Partei Deutschlands (de), DDP), mais le projet échoue en raison des divergences stratégiques entre Heuss et Külz, ce dernier défendant le principe de négociations avec le SED est-allemand pour éviter la partition du pays.

### Fondation

#### Un parti de rassemblement des libéraux et des nationalistes

Drapeau du FDP en 1952, avec le Reichsadler.

Le Parti libéral-démocrate est fondé le 11 décembre 1948 à Heppenheim, comme rassemblement de la quinzaine de partis libéraux locaux fondés depuis 1945 dans les zones d'occupations occidentales. Le lieu a été choisi en raison de la réunion d'Heppenheim, une rencontre des libéraux le 10 octobre 1847, peu de temps avant la révolution de mars. Le premier président du Parti est Theodor Heuss.
Les premières élections législatives dans les Länder nouvellement constitués révèlent la faiblesse des Libéraux. Ils n'obtiennent, par conséquent, que cinq des soixante-cinq sièges au Conseil parlementaire, chargé de la rédaction de la Loi fondamentale de la République fédérale d'Allemagne. Le FDP y défend la fin de la dénazification et l'amnistie des anciens nazis, mais revendique aussi le respect des libertés individuelles, l'établissement d'un système parlementaire et défend l'économie sociale de marché, alors que tous les autres partis sont favorables à une économie dirigée par l'État. Sur un grand nombre de questions, le FDP présente des solutions alternatives ou de compromis entre le Parti social-démocrate (SPD) et l'Union chrétienne-démocrate (CDU) et peut ainsi faire adopter certains points de son programme.
Jusque dans les années 1950, plusieurs fédérations du FDP dans les Länder sont classées à droite des Chrétiens-démocrates, qui portent encore certaines aspirations du christianisme social. Les Libéraux-démocrates, pour leur part, sont pour partie porteurs de valeurs d’orientation nationalistes, apportées par d’anciennes personnalités de la période nazie que le parti entend intégrer au nouvel État démocratique. En 1952, le FDP se dote de son premier logo, un aigle noir à une tête reprenant la symbolique du Reichsadler caractéristique du nationalisme allemand depuis 1870 et qui figurait sur les logos du DVP national-libéral et du DNVP nationaliste, antisémite et monarchiste de la République de Weimar, mais pas sur celui du DDP démocrate dont se prévalaient les fondateurs du FDP.

#### Le noyautage nazi

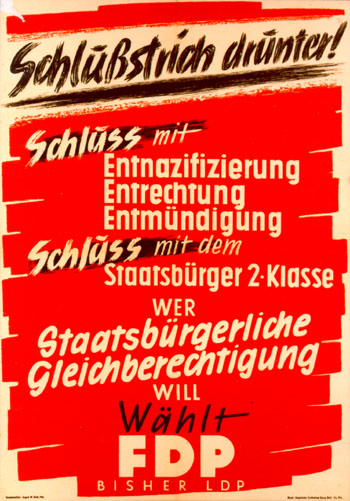
Affiche électorale du FDP de Hesse (1949), demandant la fin de la dénazification.

En particulier, les anciens nazis comme Werner Best (ex-adjoint de Reinhard Heydrich et plus haut dignitaire nazi en liberté après le Procès de Nuremberg) et Wolfgang Diewerge (ancien propagandiste antisémite) ont une grande audience au sein du FDP du Land le plus important, la Rhénanie du Nord-Westphalie, dont le président Friedrich Middelhauve s'appuie sur le député FDP au Bundestag Ernst Achenbach (qui fut le délégué aux questions juives de l'ambassadeur Otto Abetz à Paris) et plus discrètement sur Werner Naumann, ancien secrétaire d'État à la propagande auprès de Goebbels et éphémère ministre de la propagande du cabinet Goebbels. Le Naumann-Kreis, inspiré par Friedrich Grimm, un proche d'Ernst Achenbach ancien élu DVP sous la République de Weimar et devenu nazi convaincu, centralise l'entrisme national-socialiste au FDP. Sans lien apparent avec ce groupe, d'autres nazis tentent un retour politique via le FDP. Ainsi, Walter von Lingelsheim, ainsi député NSDAP au Reichstag et éphémère Führer du Mouvement de la foi allemande en 1936, est investi par le FDP aux élections législatives de 1953 dans le Schleswig-Holstein.
Le ministre FDP de la justice fédérale, Thomas Dehler, sans partager le projet de faire du FDP un parti nazi respectable, tente, comme les dirigeants de Düsseldorf, de récupérer les nostalgiques du nazisme en faisant du FDP le fer de lance d'une campagne pour l'amnistie générale, l'arrêt de la dénazification, la révision des jugements de Nuremberg et de la « justice des vainqueurs », la réduction de la Shoah à des « troubles » et la libération des « prisonniers » de guerre. Plus généralement, cette tendance prône un positionnement nationaliste du FDP. Le FDP et Dehler s'opposent ainsi à la ratification des traités de paix et à l'entrée de l'Allemagne fédérale dans l'OTAN tant qu'une totale amnistie n'aura pas été acceptée. Cette exigence se heurte au refus des forces d'occupation alliées, la CDU du Président Adenauer et le SPD étant sur une voie moyenne.
Au congrès de Bad Ems de novembre 1952, le noyautage nazi du FDP manque de peu de l'emporter face à la tendance libérale de Hambourg, et Achenbach devient no 2 du FDP. En 1953, le Haut-commissariat britannique fait arrêter Werner Naumann, au grand scandale de l'opinion publique allemande, mais avec le soutien d'Adenauer. L'affaire révèle l'infiltration d'anciens dirigeants nazis dans les fédérations de Rhénanie-du-Nord-Westphalie, de Hesse et de Basse-Saxe, et leur volonté de prendre de contrôle du parti. Une série d'exclusions a lieu, qui affaiblit l’aile droite.
Le pari de l'aile gouvernementale sur une stabilisation de la République Fédérale se révèle gagnant, le FDP de Westphalie est partiellement dénazifié (Achenbach continue à occupe des responsabilités importantes jusqu'en 1979, tout en poursuivant ses activités d'avocat et de lobbyiste en faveur de l'amnistie des criminels nazis) et le FDP demeure une petite force d'appoint de centre droit entre la CDU-CSU et le SPD.

### Les deux premières décennies

#### Le FDP sous Adenauer
En juillet 1949, Theodor Heuss, président du FDP, devient le premier Président fédéral, sur proposition du président de la CDU, Konrad Adenauer. Lors des premières élections fédérales au mois d'août, le FDP reçoit 11,9 % des voix au scrutin de liste et fait élire cinquante-deux députés, dont douze sur mandat direct, pour la plupart dans le Bade-Wurtemberg et en Hesse. Sur proposition de Theodor Heuss, Konrad Adenauer est élu Chancelier fédéral, en rassemblant tout juste la majorité des voix. Il forme son premier cabinet avec une coalition de la CDU/CSU, du Parti allemand et du FDP. Trois libéraux-démocrates en font partie, Franz Blücher à la vice-chancellerie, Thomas Dehler à la Justice et Eberhard Wildermuth au Logement.
Franz Blücher, qui a succédé à Theodor Heuss à la tête du parti, doit faire face au conflit des deux principales tendances. En 1952, le ministre-président de Bade-Wurtemberg Reinhold Maier conclut une coalition avec les sociaux-démocrates. La droite du parti réclame des expulsions, puis menace d'une scission ; finalement la direction condamne la nouvelle alliance, sans aucun effet. Les fédérations du parti jouissent dès cette époque d'une grande autonomie, et leur positionnement au sein des valeurs libérales varient d'un Land à l'autre, ce qui leur permet de parfois former des coalitions opposées aux orientations de la direction. L'une des divergences importantes avec les chrétiens-démocrates et les sociaux-démocrates concerne le processus de dénazification, contre lequel il vote à la fin de l'année 1950. Au congrès fédéral de Munich, l'année suivante, il appelle à la libération des « prétendus criminels de guerre » et salue la création d'une Alliance des soldats allemands (Verband deutscher Soldaten) par d'anciens membres de la Wehrmacht et des SS afin d'intégrer les forces nationalistes à la démocratie.
Lors des élections fédérales de 1953, le parti recule à 9,5 % des deuxièmes voix, et quarante-huit sièges. Il doit sacrifier Thomas Dehler, promoteur d'un libéralisme plus à gauche, à la volonté de Konrad Adenauer de se concilier l'aile cléricale de la CDU. Dehler, orateur reconnu, se replie sur la présidence du groupe parlementaire, puis est élu l'année suivante président du parti.
Theodor Heuss est réélu Président fédéral en 1954 avec huit cent soixante-et-onze voix sur mille dix-huit (85,6 %), soit le meilleur score pour une élection présidentielle.
Le FDP s'accorde avec la CDU/CSU en ce qui concerne la politique économique et sociale et la question allemande. Cependant, il se déclare laïc alors que les chrétiens-démocrates sont favorables à la création d’écoles confessionnelles. Il défend également fermement les intérêts du capital et de la propriété, alors que la CDU déclare, dans son programme d'Ahlen, rechercher une troisième voie entre capitalisme et marxisme. En 1956, l'aile la plus favorable à la coalition avec la CDU quitte le parti.
Lors des élections de 1957, le FDP reçoit 7,7 % des deuxièmes voix, dont un mandat direct, son dernier jusqu'en 1990 à Halle-sur-Saale. Il remporte ainsi quarante-et-uns sièges au Bundestag, mais quitte le cabinet, la CDU/CSU ayant obtenu une majorité absolue. Thomas Dehler, remplacé à la présidence du parti par Reinhold Maier au congrès fédéral de Berlin en janvier, cède après les élections son poste de président du groupe au Bundestag à Erich Mende, ancien officier de la Wehrmacht et partisan d’une orientation plus nationaliste. Erich Mende devient président du Parti en 1960.
Aux élections de 1961, le FDP entre en campagne avec l'objectif de revenir au pouvoir, avec la CDU/CSU, mais sans Konrad Adenauer. Il reçoit 12,8 % des voix, son meilleur score fédéral jusqu'en 2009. Ceci lui permet, après des négociations difficiles, de reformer une coalition avec la CDU/CSU, dirigée par Adenauer malgré les annonces de campagne, et dans laquelle il tient cinq portefeuilles.
Le FDP fait sentir son influence : après l'affaire du Spiegel, il quitte le gouvernement, mais Konrad Adenauer réussit à former avec eux un nouveau cabinet en concédant le départ de Franz Josef Strauss, qui vouera désormais une hostilité tenace à l'égard des libéraux-démocrates. Un an plus tard, le parti joue un rôle dans son départ à la retraite plus ou moins forcé d'Adenauer et son renoncement à la Présidence fédérale ; il impose Ludwig Erhard à la chancellerie. Le FDP remporte 9,5 % des voix aux élections de 1965.

#### Le changement d'orientation après 1966
En 1966, le FDP rompt définitivement la coalition noire-jaune en raison de son opposition aux augmentations d'impôts, ce qui force la CDU/CSU à se tourner vers le SPD et à former une grande coalition. La CDU imagine un nouveau système électoral destiné à exclure le FDP du Bundestag, mais il y renoncera en raison de l'opposition du SPD, qui ne souhaite pas écarter la possibilité d'une coalition avec lui.
Revenu dans l'opposition, le FDP fait évoluer ses conceptions en matière de politique étrangère et notamment au sujet de la question allemande, et se rapproche sur ces points du SPD, Wolfgang Schollwer proposant la reconnaissance de la République démocratique allemande et de la ligne Oder-Neisse. Au congrès fédéral de Hanovre d'avril 1967, Erich Mende est mis en minorité par un groupe autour de Walter Scheel, Hans Wolfgang Rubin et Hans-Dietrich Genscher, et en janvier 1968, Walter Scheel est élu président du parti. Scheel, un libéral pro-européen bien que venu de la tendance nationale-libérale, recentre le FDP avec l'aide de Willi Weyer et Hans-Dietrich Genscher, afin de lui permettre d'entrer en coalition avec l'un ou l'autre des deux grands partis. En 1968, le FDP abandonne également le symbole de l'aigle allemand pour un logotype jaune et bleu qui persistera avec des variantes jusqu'en 2015 et où figure la mention Die Liberalen (« Les Libéraux »). Les positions du parti évoluent notamment en matière de mœurs et de politique étrangère, et le 5 mars 1969, l’élection du social-démocrate Gustav Heinemann à la Présidence fédérale, permise par les voix du FDP, donne un signe avant-coureur d’une nouvelle alliance avec le SPD.

### La coalition sociale-libérale des années 1970

#### Le FDP face à l'Ostpolitik et le départ de l'aile nationaliste
À l'issue des élections de 1969, le FDP, qui réalise le faible score de 5,8 %, accepte la proposition du Parti social-démocrate de conclure une nouvelle coalition, dite sociale-libérale. Le 21 octobre, le social-démocrate Willy Brandt est élu Chancelier fédéral, et son premier cabinet entre en fonction le lendemain. Walter Scheel, Vice-chancelier et ministre fédéral des Affaires étrangères, lance avec Willy Brandt l'Ostpolitik. L'Intérieur revient à Hans-Dietrich Genscher et l'Agriculture à Josef Ertl.
La nouvelle alliance est disputée au sein du FDP, qui recule lors des élections législatives du 14 juin 1970 en Rhénanie-du-Nord-Westphalie, en Basse-Saxe et dans la Sarre, échouant même à revenir au Landtag dans ces deux derniers Länder. Une semaine plus tard, un congrès fédéral du parti renouvelle son soutien à la politique de la direction et confirme Walter Scheel à la présidence. Mais le 11 juillet, une partie de l'aile droite fonde autour de Siegfried Zoglmann une association « non partisane », l'Action nationale-libérale (National-Liberale Aktion), dans le but d'arrêter l'évolution du parti vers le libéralisme de gauche et de renverser Scheel. En octobre, Siegfried Zoglmann, Erich Mende et Heinz Stark soutiennent une motion de l'opposition contre le ministre fédéral des Finances Alexander Möller ; ils annoncent peu après leur départ du FDP. Mende et Stark rejoignent la CDU, et Siegfried Zoglmann fonde l'Union allemande (Deutsche Union), un parti qui ne quittera jamais la marginalité. La même année, le FDP propose qu'Ernst Achenbach, toujours protégé par Walter Scheel, devienne Commissaire européen, mais renonce devant le scandale.
En 1971, la réorientation en politique étrangère est théorisée dans les thèses de Freiburg (Freiburger Thesen (de)), un ouvrage de poche vendu à plus de cent mille exemplaires par Rowohlt. Aux élections de 1972, le parti remonte à 8,4 % des voix, ce qui lui permet d’obtenir un quatrième portefeuille, l’Économie, confié à Hans Friderichs.

#### Le FDP sous le gouvernement d'Helmut Schmidt
En 1974, Willy Brandt ayant démissionné à la suite de l'affaire Guillaume, Walter Scheel devient le premier libéral-démocrate, et à ce jour le seul, à assurer les fonctions de Chancelier fédéral, bien que par intérim. Helmut Schmidt prend la tête de la coalition. Cette même année, Walter Scheel est élu Président fédéral. Hans-Dietrich Genscher, précédemment à l'Intérieur, lui succède à la tête du parti ainsi qu'aux Affaires étrangères et à la vice-chancellerie ; il y gagne rapidement une stature internationale qui renforce la place des libéraux-démocrates au sein de la coalition.
En mars 1976, il adhère à la Fédération des partis libéraux et démocrates en Europe comme membre fondateur, fédération prédécesseure du Parti de l'Alliance des libéraux et des démocrates pour l'Europe.
À la fin des années 1970, un désaccord commence à s'installer au sein de la coalition, en particulier dans le domaine de la politique étrangère ; la position de Helmut Schmidt au sujet de la « double décision » de l'OTAN est d'ailleurs contestée au sein du SPD. De plus, le FDP souhaite réorienter la politique économique vers la réduction de la protection sociale et la diminution des impôts sur les hauts revenus. Cependant le choix de Franz Josef Strauss pour diriger la campagne de la CDU/CSU lors des élections fédérales de 1980 mène le FDP à maintenir son alliance avec le SPD.
La coalition sociale-libérale éclate en septembre 1982, après le rejet par Helmut Schmidt d'un projet de réforme économique présenté par le comte Lambsdorff, le Lambsdorff-Papier. Le 17 septembre, les ministres libéraux-démocrates quittent le cabinet. En deux semaines, le FDP forme avec la CDU/CSU une nouvelle coalition, dite « noire-jaune », qui dispose d’une majorité au Bundestag.

### La coalition noire-jaune des années 1980 et 1990

#### Le retour au centre-droit
Le 1er octobre 1982, Helmut Kohl, président de la CDU, est élu Chancelier fédéral au moyen d’une motion de censure constructive contre Helmut Schmidt. Dans nouveau cabinet, les ministres libéraux-démocrates de l’ancienne coalition retrouvent leurs portefeuilles, et Hans-Dietrich Genscher redevient notamment Vice-chancelier.
Le changement d’alliance provoque une grave crise interne au FDP, dont le rôle dans la chute de la coalition est perçu par une partie de ses adhérents et de l’électorat comme une traîtrise. Le parti voit partir un cinquième de ses quatre-vingt-six mille membres, parmi lesquels le secrétaire général Günter Verheugen. Au congrès de novembre, Uwe Ronneburger, président de la fédération du Schleswig-Holstein, se présente à la présidence fédérale du parti contre Hans-Dietrich Genscher, et obtient cent quatre-vingt-six voix, soit environ deux voix sur cinq. Le FDP essuie trois lourdes défaites lors des élections législatives de l’automne dans les Länder de Hesse, de Bavière et de Hambourg : échouant à obtenir 5 % des suffrages, il perd tous ses sièges. Lors des élections anticipées du 6 mars 1983, provoquées par Helmut Kohl pour légitimer la nouvelle coalition, le parti tombe de 10,6 à 7 % des voix. Les anciens adhérents se tournent généralement vers le Parti social-démocrate (SPD), les Verts, ou vers des petits partis créés à cette occasion, comme les Libéraux-démocrates (Liberale Demokraten, LD). Cependant, la CDU/CSU ayant obtenu 48,8 % des voix lors des élections fédérales, la coalition noire-jaune dispose désormais d’un mandat clair pour gouverner, et forme le cabinet Kohl II.
De jeunes membres, en désaccord avec l’orientation au centre-gauche des Jungdemokraten, l’organisation de jeunesse du parti, avaient formé en 1980 les Junge Liberale (JuLis). Les deux structures coexistent pendant quelques années, avant que les JuLis ne deviennent l’organisation de jeunesse officielle du FDP après le changement de coalition. Les Jeunes Démocrates (de) continueront d’exister en tant qu’organisation orientée à gauche mais non affiliée à un parti.
Dans les années 1980, à la suite du tournant (Wende) de 1983, le FDP est devenu un parti principalement présent sur le plan fédéral, et dépendant de deuxièmes voix venant d’électeurs de la CDU attachés à la coalition. Il obtient 9,1 % des sièges aux élections de 1987.

#### Après la réunification de 1990
En 1989–1990, lors du processus de réunification, le FDP est partisan de maintenir l’ancienne République démocratique allemande comme une zone économique spéciale. Helmut Kohl maintient cependant son choix d’une unification économique rapide.
Plusieurs partis d'orientation libérale avaient été créés à l’Est, comme un autre Parti libéral-démocrate et le Deutsche Forumpartei. Ils s'associent avec le Parti libéral-démocrate d'Allemagne (LDPD), un petit parti de l'ancien bloc gouvernemental de la RDA, pour former la Fédération des démocrates libres (BFD). En août 1990, deux mois avant la réunification, le FDP fusionne avec le BFD et le Parti national-démocrate d'Allemagne (Nationaldemokratische Partei Deutschlands, NDPD), un autre parti de l'ex-RDA. Le FDP est ainsi le premier des partis « réunifiés » ; l'arrivée des deux partis de l'Est provoqua une augmentation sensible de ses effectifs. Ses résultats augmentent de manière notable : lors des élections de décembre, il reçoit 11,9 % des voix, soit soixante-dix-neuf sièges ; à Halle-sur-Saale, il reçoit son premier mandat direct depuis 1957, et il atteint 12,9 % des voix à l'Est.
En 1992, Hans-Dietrich Genscher se retire du gouvernement après dix-huit ans de présence quasi-ininterrompue. Le FDP, sans personnalité forte, connaît de vifs affrontements internes. Klaus Kinkel succède à H.-D. Genscher à l'Office des Affaires étrangères et au comte Lambsdorff à la présidence du parti. Jürgen Möllemann, ministre de l’Économie et Vice-chancelier, doit quitter le cabinet Kohl IV après avoir utilisé le papier à en-tête du ministère pour promouvoir les innovations industrielles d'un proche. La crise devient électorale : en l’espace de deux ans, le FDP disparaît de neuf Landtage, et il tombe à 6,9 % aux élections fédérales de 1994, et 6,2 % en 1998.

### L'opposition dans les années 2000

#### 2000-2002: la «Stratégie 18» et l'expérience populiste
En 1998, la victoire de la coalition rouge-verte aux élections renvoie le FDP dans l’opposition, après vingt-neuf années au pouvoir.
Sous la direction de Guido Westerwelle, secrétaire général à partir de 1994, puis président à partir de 2001, le parti affiche d’abord de grandes ambitions et cherche à dépasser le statut de « faiseur de roi » qui lui est souvent reproché, et à se placer sur un pied d’égalité avec les deux grands partis de masse, le SPD et la CDU/CSU ; le FDP déclare n’exclure aucune coalition pour les prochaines élections. Lors du congrès fédéral de Düsseldorf en mai 2001, Guido Westerwelle lance la stratégie du « 18 », en référence au score obtenu par Reinhold Maier en 1952 dans le Baden-Württemberg, qui avait permis l'élection du dernier chef de gouvernement FDP en RFA. La référence a donné lieu à une controverse car la "stratégie 18" promue par Jürgen Möllemann pour le FDP, s'inspirait aussi des campagnes de Jörg Haider dont le parti, le FPÖ, avait longtemps été l'allié autrichien du FDP. Le 18 peut alors être compris comme un symbole d'extrême-droite.
En vue des élections fédérales de 2002, le FDP, à l’initiative de Guido Westerwelle et Jürgen Möllemann, part en campagne sans officiellement annoncer avec quel parti il pourrait entre en coalition, et Guido Westerwelle est désigné candidat à la chancellerie (Kanzlerkandidat), alors que cette expression n’est utilisée que par le SPD et la CDU/CSU, les autres partis ne désignant qu’un « candidat en première position » (Spitzenkandidat). Il tente également de participer au débat télévisé opposant les candidats des deux grands partis, allant jusqu’au Tribunal constitutionnel fédéral, qui le déboute au motif qu’il n’a « aucune perspective réaliste d’accéder à la chancellerie ». La campagne du parti met en avant l’objectif des 18 %, et cherche à s’attirer les voix de la jeunesse par des méthodes de campagnes peu conventionnelles.
La campagne est cependant marquée par l’affaire Mölleman, lorsque l’ancien Vice-chancelier Jürgen Möllemann tient des propos accusés d’être antisémites et de viser à attirer des voix par des moyens populistes. Guido Westerwelle est alors accusé d’être trop hésitant, voire complaisant, dans sa réaction contre Jürgen Mölleman, et la « grande dame » Hildegard Hamm-Brücher quitte en septembre le FDP dont elle était membre depuis plus de trente ans. Le parti, jusque-là crédité de 10 à 13 % des intentions de vote, voit se détourner une partie de son électorat. Il reçoit finalement 7,4 % des deuxièmes voix, ce qui signe l’échec de ses ambitions malgré une progression de plus d’un point par rapport aux élections précédentes.

#### 2002-2009: l'autonomie au centre droit
Les élections européennes de 2004 voient le FDP, dont la liste est menée par Silvana Koch-Mehrin, obtenir 6,1 % des voix, son meilleur score historique pour ces élections. Il revient au Parlement européen après dix ans d’absence, avec sept députés, qui rejoignent le Parti de l'Alliance des libéraux et des démocrates pour l'Europe (ADLE), le troisième groupe en nombre de sièges.
En vue des élections fédérales de 2005, le FDP renoue avec la CDU/CSU et se prépare à former avec elle une nouvelle coalition qui succédera aux rouges-verts, dont la défaite semble acquise. Il arrive en troisième position avec 9,8 % des voix sur le vote par liste, et soixante-et-un sièges, soit un résultat supérieur aux prévisions des instituts de sondage et un bond de 2,4 points par rapport à 2002. Cependant, en raison du score relativement mauvais de la CDU/CSU, les deux groupes ne peuvent former la coalition qu’ils ont souhaitée.
Lors des négociations de l’automne, le FDP est susceptible d’entrer dans différentes coalitions envisagées à l’issue des élections : il pourrait s’allier avec le SPD et les Verts pour former une « coalition en feu tricolore », mais beaucoup de libéraux-démocrates considèrent les positions du SPD en matière de réforme économique comme insuffisantes. Une « coalition jamaïcaine » avec la CDU/CSU et les Verts échoue en raison du refus des Verts de gouverner avec les chrétiens-démocrates. Une grande coalition est finalement formée, le FDP restant dans l’opposition. Il se retrouve ainsi dans la situation paradoxale d’être le parti qui a le plus progressé en pourcentage de voix, mais de ne pouvoir revenir au pouvoir, alors que les deux grands partis, qui ont subi des pertes sensibles, forment le gouvernement.

### 2009-2013: Succès électoral, gouvernement et débâcle

#### 2009: Le succès d'une campagne de droite
En vue des élections fédérales de 2009, le FDP mené par Guido Westerwelle mène une campagne orientée à droite sur le plan économique et fait siennes des idées très libérales. Sur le plan des alliances, Westerwelle promet en outre de ne passer aucune alliance avec le SPD ou avec les verts à l'issue du scrutin, ruinant les chances du candidat social-démocrate à la chancellerie Frank-Walter Steinmeier. Il récupère ainsi une partie non négligeable de l'électorat de la CDU rebuté par la politique trop consensuelle menée par la chancelière chrétienne-démocrate Angela Merkel dans le cadre de la grande coalition en place depuis 2005. Ce nouveau tournant stratégique est un succès : le FDP perce dans les sondages et obtient finalement le meilleur résultat de son histoire avec un score historique de 14,6 % des suffrages exprimés. La majorité au Bundestag bascule à la droite : c'est la fin de la grande coalition. Le FDP s'allie en conséquence avec l'Union CDU/CSU dans le cadre d'une nouvelle coalition noire-jaune et confirme Merkel à son poste.

#### Le retour aux affaires et les premières déconvenues
Critiqué pour les mauvais résultats du parti aux élections locales du début de l'année 2011 et l'abstention de l'Allemagne lors du vote de l'ONU concernant l'intervention en Libye, Guido Westerwelle annonce sa décision de ne pas briguer une nouvelle fois la tête du FDP lors du congrès de mai, à Rostock. La direction choisit comme candidat à sa succession le ministre de la Santé, Philipp Rösler, qui est investi avec 95 % des voix le 13 mai. Un jour plus tôt, il avait remplacé Rainer Brüderle au ministère de l'Économie, ce dernier ayant pour sa part pris la direction du groupe parlementaire fédéral. Le congrès est l'occasion d'un important renouvellement de la direction du parti, aucun des trois vice-présidents sortants, dont Brüderle, n'est reconduit dans ses fonctions.

#### La débâcle de 2013
En septembre 2013, lors des élections régionales bavaroises, le FDP n'obtient que 3,3 % des voix et aucun siège, alors qu'il gouvernait en coalition avec la CSU depuis cinq ans. Le scénario se répète une semaine plus tard à l'issue des élections fédérales du 22 septembre, où il subit une déroute électorale en réalisant avec seulement 4,8 % des voix, le plus mauvais résultat de son histoire. Handicapé par le transfert de plus de 2 millions de voix vers la CDU/CSU, il n'atteint pas les 5 % requis pour conserver des sièges au Bundestag pour la première fois depuis sa fondation.
Assumant la responsabilité de la défaite, Rösler et son secrétaire général, Patrick Döring, annoncent leur démission. La direction du parti désigne alors Christian Lindner, l'un des trois vice-présidents fédéraux et président du parti en Rhénanie-du-Nord-Westphalie pour assurer l'intérim. À l'occasion d'un congrès extraordinaire, Lindner est confirmé comme président fédéral le 7 décembre 2013, par 79 % des voix. Le président du groupe FDP au Schleswig-Holstein Wolfgang Kubicki, le président du FDP de Thuringe Uwe Barth et la première adjointe du bourgmestre de Düsseldorf Marie-Agnes Strack-Zimmermann sont élus vice-présidents fédéraux. Quant au poste de secrétaire général, il est repris par Nicola Beer, tandis que Hermann Otto Solms devient trésorier fédéral pour la troisième fois, après un mandat entre 1987 et 1999, puis de 2004 à 2011.

### Situation actuelle

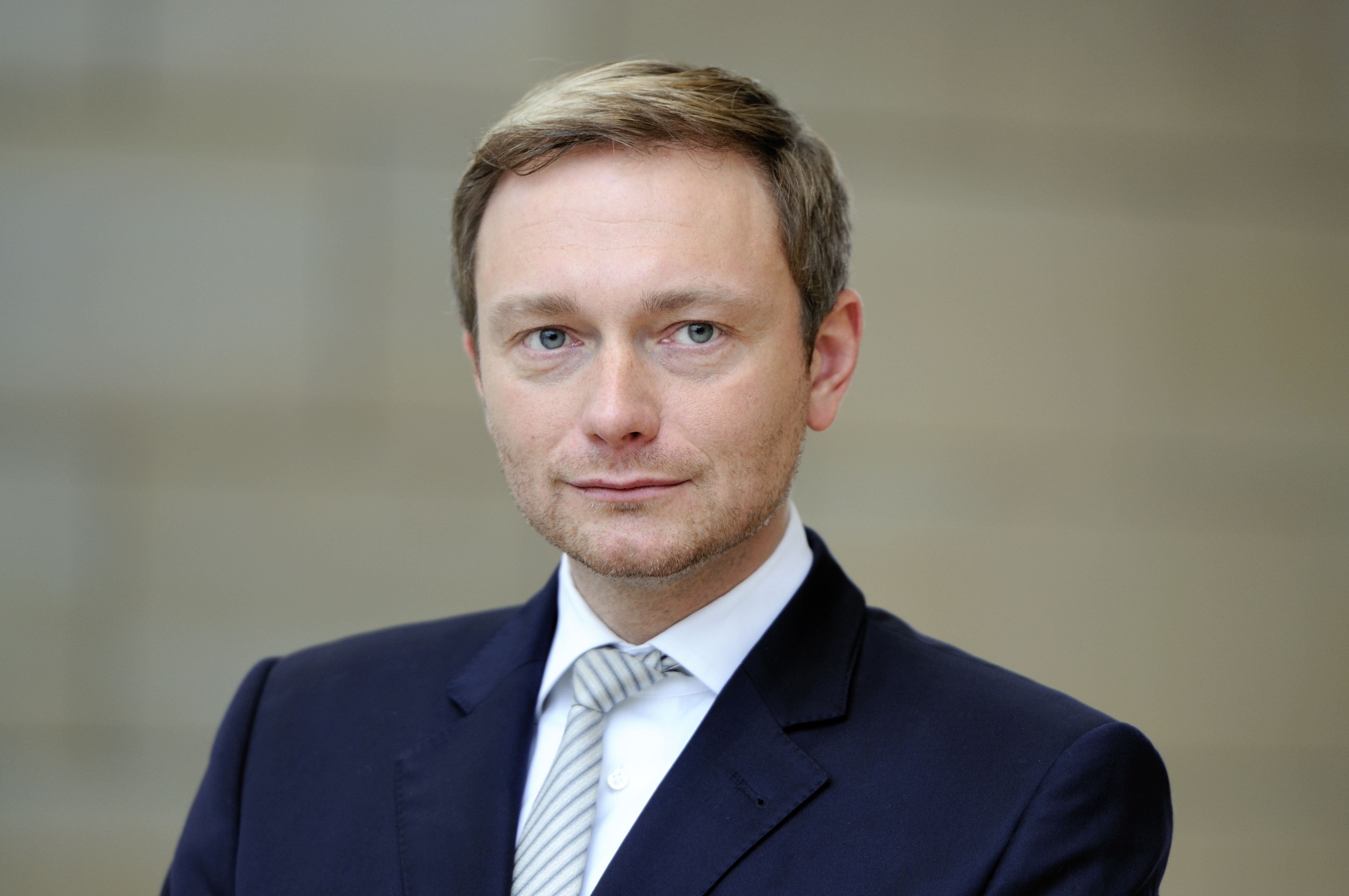
Christian Lindner, président du FDP élu en 2013.

#### 2013-2017: Reconstruction
En 2013, le Parti libéral-démocrate est le premier parti non représenté au Bundestag. Il se dote d'un nouveau président, Christian Lindner, ancien protégé de Jürgen Möllemann. En 2015, le FDP change de symbole électoral pour souligner la rupture avec l'époque Westerwelle. Pour la première fois depuis 1968, le nouveau logotype ne se revendique pas du libéralisme.
Au niveau régional, il siège dans les Parlements du Bade-Wurtemberg, de Basse-Saxe, de Berlin, de Hambourg, de Hesse, de Rhénanie-du-Nord-Westphalie, de Rhénanie-Palatinat et du Schleswig-Holstein. Il est donc absent de ceux de Bavière, du Brandebourg, de Brême, du Mecklembourg-Poméranie-Occidentale, de Sarre, de Saxe, de Saxe-Anhalt et de Thuringe. Il dispose de sa plus faible représentation parlementaire en Hesse, avec 5 % des suffrages, et sa plus forte en Basse-Saxe avec 9,9 % des voix.
Il ne participait plus à aucun gouvernement régional jusqu'au mois de mai 2016, date à laquelle il forme un gouvernement « feu tricolore » (SPD-FDP-les Verts) en Rhénanie-Palatinat. Par ailleurs, bien que cinq Länder soient gouvernés en grande coalition, le FDP ne constitue nulle part la principale force de l'opposition parlementaire.
Traditionnellement faible dans les communes, il y a amélioré sa position depuis plusieurs années, et a notamment fait élire les maires de grandes villes comme Dresde, Ettlingen, Pforzheim, Plauen et Wetzlar.

#### Depuis 2017: la concurrence de l'AfD
Le FDP recueille 10,75 % des voix lors des élections fédérales allemandes de 2017, ce qui lui permet d'être de nouveau représenté au Bundestag avec 80 sièges.
Le parti est confronté à la montée du parti Alternative pour l'Allemagne (AfD), dont les électeurs sont majoritairement d'anciens sympathisants du FDP. Le parti se radicalise sous l’impulsion de son dirigeant Christian Lindner, au point d'être accusé de se rapprocher de l'extrême droite, comme sur la dénonciation de l'immigration, sur la politique climatique ou dans sa critique des mesures de confinement du gouvernement face à la pandémie de Covid-19. Il fait également évoluer sa formation vers des positions plus eurosceptiques, préconisant l'exclusion de la Grèce de la zone euro lors de la crise de la dette et appelant à rejeter tout fonds de solidarité entre pays européens ou la mutualisation des dettes publiques pendant la pandémie de Covid-19, ce qui représenterait selon lui une menace pour la stabilité monétaire.
Il parvient à rajeunir l'image du parti et à redresser ses résultats électoraux, bien que celui-ci soit resté « un parti de lobbies, un réseau de carriéristes où les femmes ne jouent qu'un rôle décoratif », souligne le politologue Gero Neugebauer. La stratégie électorale du FDP se construit entièrement autour de sa personne, conduisant ses rivaux à dénoncer le culte de la personnalité qu'il aurait impulsé.
Le FDP s'allie à l'AFD en février 2020 pour gouverner le Land de Thuringe. Cette alliance avec l'extrême droite, qui vient briser un tabou politique en Allemagne depuis la Seconde Guerre mondiale, suscite des commentaires partagés au sein du FDP. Si le vice-président du parti, Wolfgang Kubicki, évoque un « grand succès », la députée Marie-Agnes Strack-Zimmermann prend ses distances, parlant d'une issue « inacceptable et insupportable » pour tout démocrate. Du côté de l'AFD, Jörg Meuthen se félicite de l'émergence d'un front commun de droite en Allemagne, soulignant le lien étroit existant selon lui entre les deux partis. Le ministre-président FDP de Thuringe, Thomas Kemmerich, démissionne au bout de quelques jours. En mai 2020, il s'affiche en compagnie de militants d'extrême droite lors d'une manifestation contre le confinement lié à la lutte contre la pandémie de Covid-19.
Lors des élections fédérales de 2021, le FDP arrive en quatrième position avec 11,45 % des voix, ce qui le place au centre des négociations pour la formation d'une coalition.
Le FDP subit une série de défaites aux élections régionales en 2022 et 2023 : il a ainsi été exclu des parlements de Berlin, de Basse-Saxe, de Sarre et de Bavière – faute d’avoir atteint les 5 % nécessaires pour être représenté – et rejeté sur les bancs de l’opposition dans le Schleswig-Holstein et en Rhénanie-du-Nord-Westphalie, où il participait aux exécutifs régionaux. Au niveau national, le parti n'est donné qu'entre 4 % et 5 % des intentions de vote, loin des 11,5 % obtenus en 2021. La participation du parti au très impopulaire gouvernement d'Olaf Scholz est alors contestée par de nombreux cadres mais est néanmoins confirmée de justesse (52 %) lors d'un vote des adhérents début janvier 2024.
En 2024, Martin Neumaier du FDP est pris dans un scandale sexuel sur la base de chants nazi.

### Historique des logos

1952–1968
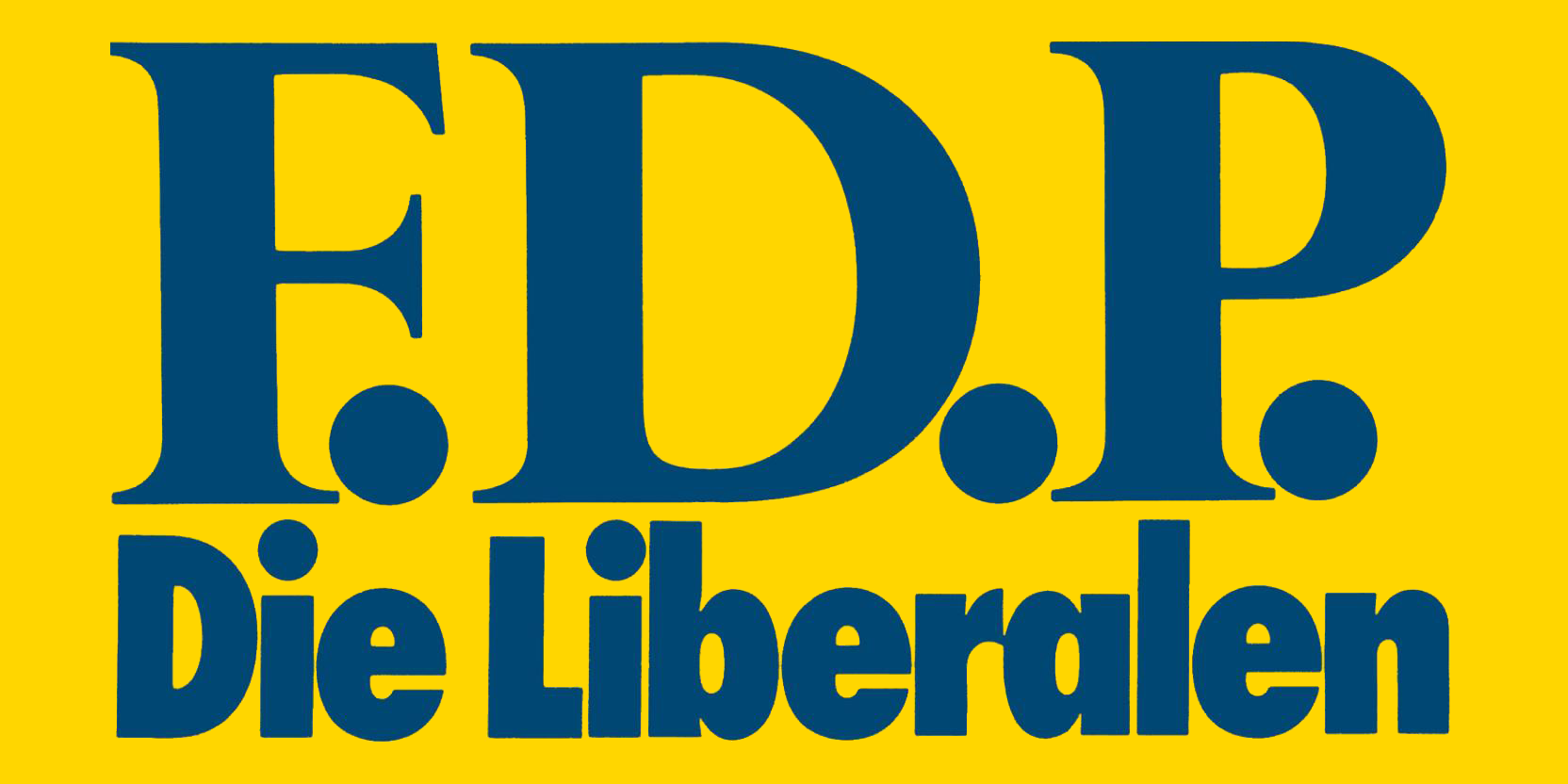
1968–2001
2001–2013
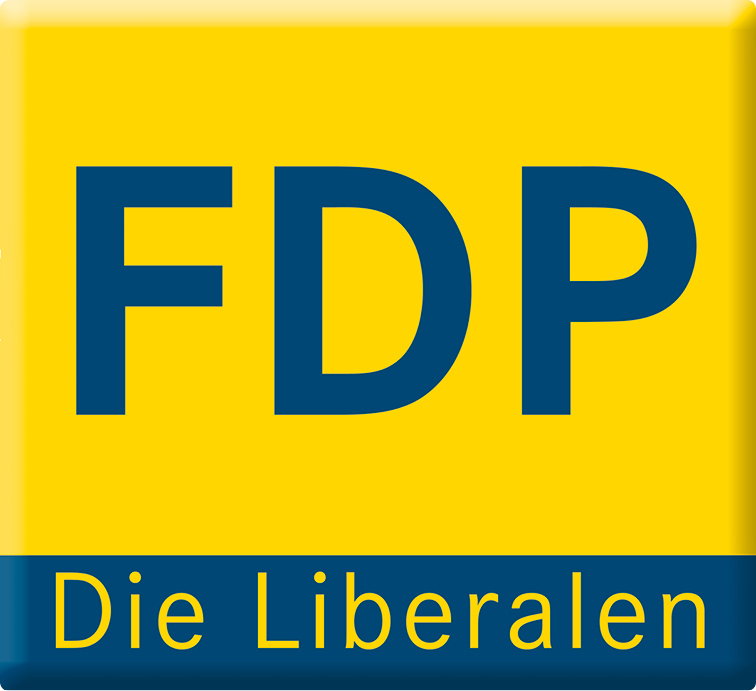
2013–2015
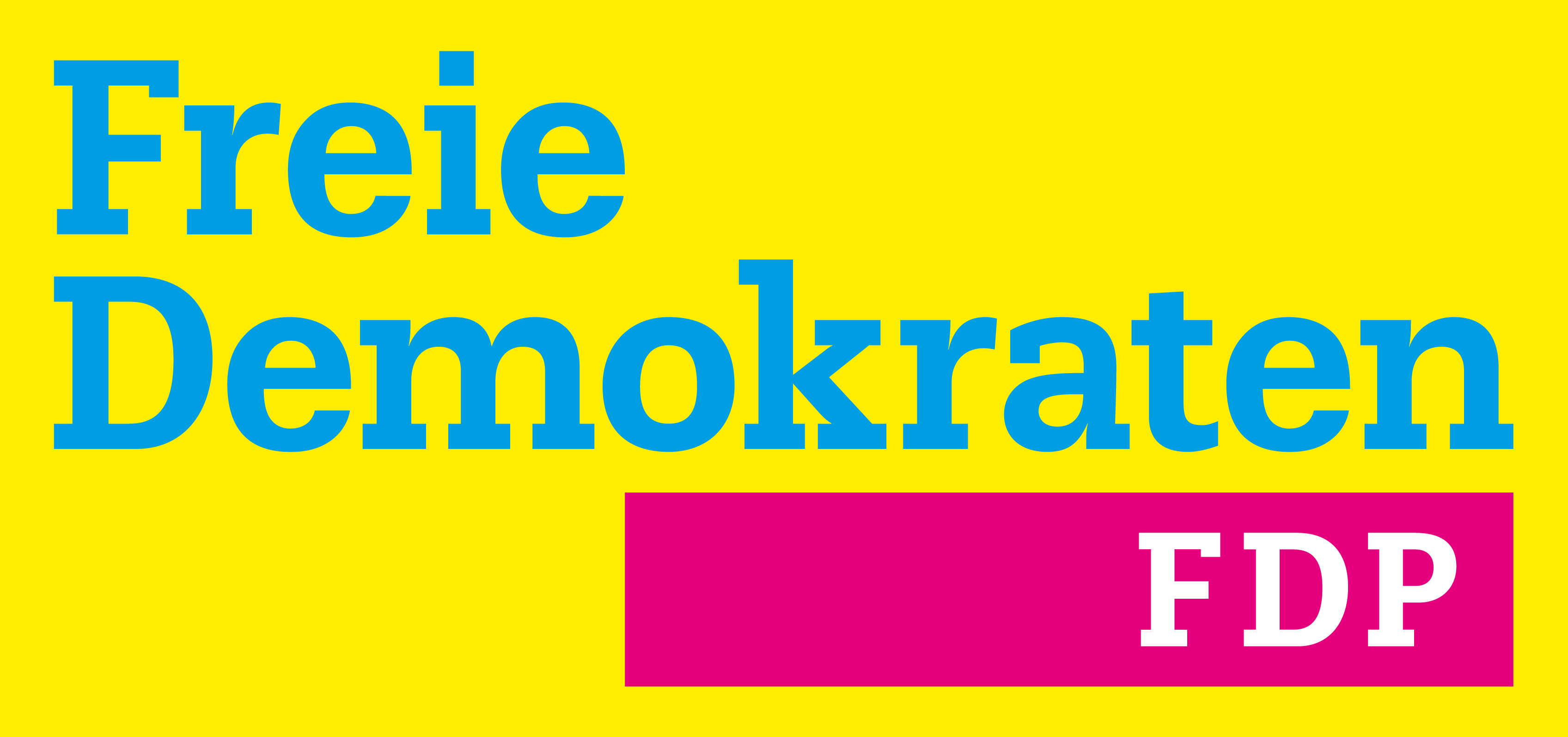
depuis 2015[30],

## Idéologie
D'une manière générale, le FDP, s'inscrivant dans la tradition libérale européenne, affiche une méfiance envers l'État et son intervention dans la vie des individus, et s'oppose aux projets de société conservateurs et égalitaristes. Il se réclame de la maxime de l'ordolibéralisme : « Autant d'État que nécessaire, aussi peu d'État que possible » (« So viel Staat wie nötig, so wenig Staat wie möglich »). Une autre devise du parti est « Création et protection de la liberté des individus » (« Schaffung und Wahrung der Freiheit des Einzelnen »). Il soutient ainsi une politique de libéralisation dans tous les domaines, en politique, en économie, dans la société.
L'actuel programme fondamental a été adopté le 24 mai 1997 à Wiesbaden.
Le FDP est réputé proche du patronat.

### Politique économique et sociale
Des partis représentés au Bundestag, le FDP est celui qui soutient le plus fermement le libéralisme économique. Une de ses conceptions centrales est la création d'emplois par l'accroissement des investissements, permis notamment par la réduction de la bureaucratie, les privatisations, la déréglementation, la suppression d'allocations et une baisse de la fiscalité. Il appelle à la réduction de la dette publique, et voit la mondialisation comme essentiellement bénéfique.
Il réclame une simplification du droit fiscal, une limitation de l'impôt sur le revenu et de la taxe sur la valeur ajoutée, rejette l'idée d’impôt sur la fortune. Il défend fermement le « frein à la dette », qui interdit à l’État fédéral tout déficit structurel supérieur à 0,35 % du PIB. Au niveau européen, il soutient le maintien en l’état du « pacte de stabilité » visant à limiter le déficit des États membres de la zone euro.
Une étude du Centre Leibniz pour la recherche économique européenne (de) (ZEW) concernant les élections de 2021 indique que le programme économique du FDP génèrerait une baisse des recettes de l'État à hauteur de 87,6 milliards d'euros et que les réformes fiscales promises bénéficieraient essentiellement aux plus aisés.
En politique sociale, il est favorable à la création d'une allocation civile (Bürgergeld) rassemblant toutes les aides sociales de l'État financées par l'impôt, à la réforme de la sécurité sociale par l'introduction ou l'accroissement de la capitalisation. Il exclut toute hausse du salaire minimum.
Ceci est tempéré par la reconnaissance de certaines incapacités du marché ; le FDP est ainsi favorable à certaines politiques d'aide sociale et à une action ferme contre les cartels.

### Questions de société
En ce qui concerne les questions de société comme les droits civiques, l'immigration, la place de la religion dans l'espace public ou les droits des homosexuels, le FDP a toujours défendu une législation plus libérale que les chrétiens-démocrates ou les sociaux démocrates. Il fut très tôt favorable à la fin du service militaire.

### Politique étrangère et européenne
En politique étrangère, les valeurs du FDP s'inscrivent dans la lignée de Walther Rathenau et Gustav Stresemann, ministres du Reich aux Affaires étrangères sous la république de Weimar. Il est pro-européen et atlantiste.
Il est favorable à la création d'une Europe politique, en particulier dans le domaine de la politique étrangère et de sécurité commune. Il était partisan de la ratification du projet de constitution européenne par référendum, et place d'une manière générale l'approfondissement du processus d'intégration avant l'élargissement de l'Union.
Il est également favorable à l'adhésion de la Turquie à l'Union, tout en acceptant l'idée d'un partenariat privilégié à défaut d'une adhésion en cas de retard dans la transposition de l'acquis communautaire, ou si l'Union n'est pas en situation d'accueillir un pays si peuplé.

### Politique d'éducation et de formation
Les libéraux-démocrates souhaitent une prise en charge pré-scolaire de certains enfants ; par exemple, l'introduction de tests de langue à partir de l'âge de quatre ans permettrait de détecter les faiblesses linguistiques, notamment chez les enfants issus de l'immigration, et de scolariser les enfants concernés dans une classe préparatoire. À partir de l'âge de trois ans et avant la scolarisation, une place en jardin d’enfant pour la moitié de la journée doit être garantie et gratuite.
Il propose l'extension des horaires scolaires à toute la journée, et l'Abitur à dix-huit ans. Il défend le système scolaire existant et rejette l'idée d'une structure secondaire unique.
Concernant l'enseignement supérieur, le FDP est favorable au financement des établissements par une augmentation des frais de scolarité, et à une révision de la législation permettant d'accroître la compétitivité de la recherche.

### Électorat
L'électorat du FDP se situe essentiellement dans les zones urbaines favorisées. Dans les parlements des Länder issus de l'ex-RDA, il n'est représenté qu'en Thuringe, où il ne dépasse cependant les 5 % que dans les grandes villes alors qu'il stagne à 3-4 % dans les campagnes et les villes désindustrialisées par le démantèlement de l'économie est-allemande lors de la réunification.
Dans l'électorat du FDP sont présents de manière supérieure à la moyenne les diplômés de l'enseignement supérieur, les actifs, les célibataires, et, de manière moins marquée, les hommes. Le clivage confessionnel est presque le même que dans l'ensemble de la population. Le parti réalise ses scores les plus faibles chez les agriculteurs, les retraités, les chômeurs et les membres d'un syndicat.
Ses résultats sont légèrement meilleurs dans les villes de petite et de moyenne taille, et légèrement moins bons dans les zones rurales et dans les grandes villes. Le parti est le mieux implanté dans la région du Rhin, Ruhr exceptée, le long de la Neckar, dans l'Eifel, dans le centre de la Hesse, entre Minden et Oldenbourg, autour de Munich, Francfort-sur-le-Main, Hambourg, Halle-sur-Saale, dans le Sud de la Saxe et au sud de Berlin.
Sur une échelle de la gauche à la droite marquée de 1 à 10, l'électeur moyen du parti déclare se positionner en 5 ; légèrement au-dessus de 5 à l'Ouest, légèrement en dessous dans les nouveaux Länder. Les transferts d'électeurs les plus significatifs ont lieu avec la CDU/CSU et le SPD, ils ont également lieu avec les Verts, et sont négligeables avec Die Linke. Les transferts de voix avec l'extrême droite ont longtemps été très faibles, mais la montée de l'AfD avec un programme antifiscaliste place le FDP dans une nouvelle situation de concurrence électorale.
Les électeurs du FDP donnent comme questions déterminant leur vote, avec plusieurs réponses possibles, la politique économique et fiscale (56 %), la politique de l'emploi (31 %) et la justice sociale (27 %). Des études ont montré que du point de vue des programmes, les membres du FDP sont plus proches de la CDU/CSU pour les questions économiques, et du SPD et des Verts pour les questions de société ; les divergences les plus profondes sont avec l'extrême gauche et l'extrême droite.

## Organisation
Le FDP est organisé en seize fédérations de Land (Landesverbände). Celle de la Sarre est également appelée Parti démocrate de la Sarre (de) (FDP/DPS) ; et celle de Bade-Wurtemberg est aussi appelée Parti populaire démocratique (FDP/DVP), en raison d’une tradition plus que centenaire. Il existe également une « fédération par Internet » (Internet-Landesverband, lv-net), qui n’est pas formellement une dix-septième fédération, et dont les membres sont donc adhérents du FDP sur le plan fédéral.
En octobre 2017, le parti revendiquait 63 000 adhérents. La fédération la plus importante est celle de Rhénanie-du-Nord-Westphalie, avec 13 900 membres, la moins importante est celle de Brême avec 300 adhérents. Le record historique est de 86 500 membres pour le parti ouest-allemand, en 1981, et de 155 000 membres pour le parti pan-allemand, en 1991.

### Financement

Origine des revenus du FDP en 2006.

Les fonds du FDP, parti proche des milieux d’affaires, proviennent de dons pour une part plus large que ceux des autres partis : ils constituent 30 % des revenus environ, alors qu’ils sont de l’ordre de 20 % pour la CDU et de 10 % pour le SPD ; seule la CSU se rapproche de ce taux. Les dons proviennent majoritairement de moyennes entreprises : en 1990, moins de 10 % des dons dépassaient 40 000 DM. Le parti ayant peu d’adhérents, il compte relativement peu sur les cotisations, qui représentent une proportion double dans le budget de la CDU. L’endettement du FDP est peu élevé par comparaison avec les autres partis.
En 2006, le parti disposait d’un budget de 29,3 millions d’euros, provenant :
- pour 29,7 %, de dons ;
- pour 30,7 %, du financement public ;
- pour 20,5 %, des cotisations des adhérents ;
- pour 19,1 %, d’autres revenus.

### Affiliations
Le FDP est membre du Parti de l'Alliance des libéraux et des démocrates pour l'Europe (ALDE) et de l’Internationale libérale. Au Parlement européen, il fait partie de l’Alliance des démocrates et des libéraux pour l'Europe (ADLE).

### Tendances
Le Parti libéral-démocrate est historiquement divisé en deux tendances fondamentales :
- Son aile centriste s’inscrit avant tout dans le libéralisme politique et social, et insiste sur l’État de droit et les libertés fondamentales. Sabine Leutheusser-Schnarrenberger, Gerhart Baum et Burkhard Hirsch y sont par exemple apparentés. C’est cette tendance, qui accepte pour partie l’État-providence, qui a tiré le parti vers les sociaux-démocrates dans les années 1970 pour former la coalition sociale-libérale.
- Son aile droite s’inscrit avant tout dans le libéralisme économique, et dans la tradition du national-libéralisme allemand. Otto Graf Lambsdorff, Rainer Brüderle, Carl-Ludwig Thiele et Hermann Otto Solms en sont les principaux représentants. C’est sous l’influence de cette tendance que le FDP est depuis les années 1980, parmi les partis politiques allemands, le plus favorable à la libéralisation des marchés.

Depuis la dissolution du groupe Naumann et surtout la scission de 1970, l'aile ouvertement nationaliste du FDP ne s'est jamais ouvertement reconstituée, même si des personnalités classées à l'extrême-droite comme Ernst Achenbach, Jürgen Möllemann et Thomas Kemmerich accèdent régulièrement à des postes à responsabilité au sein du parti.

### Organisations associée

#### Jeunes libéraux
Les Jeunes libéraux (Junge Liberale ou JuLis) forment l’organisation de jeunesse du parti. Ils ont été constitués en 1980, et ont succédé en 1983 aux Jeunes Démocrates (de). Ils comptent une dizaine de milliers de membres et sont financièrement et structurellement indépendants du Parti.

#### Fondation Friedrich-Naumann
La Fondation Friedrich-Naumann (Friedrich-Naumann-Stiftung) s’appuie sur cinq centre culturels dans le pays et un bureau spécial à Berlin.
L’Académie Theodor-Heuss de Gummersbach abrite des archives du libéralisme allemand.

## Personnalités

### Chefs de l’État et membres du gouvernement
Le FDP n’a jamais dirigé le Gouvernement fédéral ; mais, très souvent deuxième parti de la coalition au pouvoir, il a vu certains de ses dirigeants accéder à la présidence fédérale et à la vice-chancellerie.
Theodor Heuss (1949–1959) et Walter Scheel (1974–1979), deux des douze présidents de la République fédérale, sont ainsi issus du FDP.
Huit des quinze vice-chanceliers ont fait partie du FDP. Au gouvernement, ses portefeuilles habituels sont les Affaires étrangères, la Justice et l’Économie.
Dans le cabinet Merkel II, ses ministres sont : 
- Guido Westerwelle, ministre fédéral des Affaires étrangères ;
- Sabine Leutheusser-Schnarrenberger, ministre fédéral de la Justice ;
- Philipp Rösler, Vice-chancelier et ministre fédéral de l'Économie ;
- Daniel Bahr, ministre fédéral de la Santé ;
- Dirk Niebel, ministre fédéral de la Coopération économique et du Développement.

### Liste des présidents du parti depuis 1948
- 1948-1949 : Theodor Heuss
- 1949-1954 : Franz Blücher
- 1954-1957 : Thomas Dehler
- 1957-1960 : Reinhold Maier
- 1960-1968 : Erich Mende
- 1968-1974 : Walter Scheel
- 1974-1985 : Hans-Dietrich Genscher
- 1985-1988 : Martin Bangemann
- 1988-1993 : Otto Graf Lambsdorff
- 1993-1995 : Klaus Kinkel
- 1995-2001 : Wolfgang Gerhardt
- 2001-2011 : Guido Westerwelle
- 2011-2013 : Philipp Rösler
- 2013-2025 : Christian Lindner
- 2025-:          Christian Dürr

### Commissaires européens
- Ralf Dahrendorf : Relations extérieures et Commerce (1970-1973), Recherche, Science et Éducation (1973-1977)
- Guido Brunner : Énergie, Recherche et Science (1977-1981)
- Martin Bangemann : Marché intérieur et Affaires industrielles (1989-1995), Vice-présidence (1993-1995), Marché intérieur et Affaires industrielles (1995-1999)

## Résultats électoraux

### Élections au Bundestag
| Année | Voix   | Mandats  | Rang | Gouvernement                                                   |
| ----- | ------ | -------- | ---- | -------------------------------------------------------------- |
| 1949  | 11,9 % | 53 / 410 | 3e   | Adenauer I                                                     |
| 1953  | 9,5 %  | 48 / 487 | 3e   | Adenauer II                                                    |
| 1957  | 7,7 %  | 41 / 497 | 3e   | Opposition                                                     |
| 1961  | 12,8 % | 67 / 496 | 3e   | Adenauer IV (1961-1962) et V (1962-1963), Erhard I (1963-1965) |
| 1965  | 9,5 %  | 49 / 496 | 3e   | Erhard II (1965-1966), opposition (1966-1969)                  |
| 1969  | 5,8 %  | 30 / 496 | 3e   | Brandt I                                                       |
| 1972  | 8,4 %  | 41 / 496 | 3e   | Brandt II (1972-1974), Schmidt I (1974-1976)                   |
| 1976  | 7,9 %  | 39 / 496 | 3e   | Schmidt II                                                     |
| 1980  | 7,2 %  | 53 / 519 | 3e   | Schmidt III (1980-1982), Kohl I (1982-1983)                    |
| 1983  | 6,9 %  | 34 / 520 | 3e   | Kohl II                                                        |
| 1987  | 9,1 %  | 46 / 519 | 3e   | Kohl III                                                       |
| 1990  | 11,0 % | 79 / 662 | 3e   | Kohl IV                                                        |
| 1994  | 6,9 %  | 47 / 672 | 4e   | Kohl V                                                         |
| 1998  | 6,2 %  | 43 / 669 | 4e   | Opposition                                                     |
| 2002  | 7,4 %  | 47 / 603 | 4e   | Opposition                                                     |
| 2005  | 9,8 %  | 61 / 614 | 3e   | Opposition                                                     |
| 2009  | 14,6 % | 93 / 622 | 3e   | Merkel II                                                      |
| 2013  | 4,7 %  | 0 / 631  | 5e   | Extra-parlementaire                                            |
| 2017  | 10,7 % | 80 / 709 | 4e   | Opposition                                                     |
| 2021  | 11,5 % | 92 / 736 | 4e   | Scholz (2021-2024), opposition (2024-2025)                     |
| 2025  | 4,3 %  | 0 / 630  | 7e   | Extra-parlementaire                                            |

### Élections européennes
| Année | %    | Sièges  | Tête de liste                 | Groupe |
| ----- | ---- | ------- | ----------------------------- | ------ |
| 1979  | 6,0  | 4 / 78  |                               | LD     |
| 1984  | 4,8  | 0 / 78  |                               |        |
| 1989  | 5,6  | 4 / 78  |                               | LDR    |
| 1994  | 4,1  | 0 / 99  |                               |        |
| 1999  | 3,0  | 0 / 99  |                               |        |
| 2004  | 6,1  | 7 / 99  |                               | ADLE   |
| 2009  | 11,0 | 12 / 99 | Silvana Koch-Mehrin           | ADLE   |
| 2014  | 3,4  | 3 / 96  | Alexander Graf Lambsdorff     | ADLE   |
| 2019  | 5,4  | 5 / 96  | Nicola Beer                   | RE     |
| 2024  | 5,2  | 5 / 96  | Marie-Agnes Strack-Zimmermann | RE     |

### Élections dans les Länder

Länder dans lesquels le FDP est représenté au parlement.
Länder dans lesquels le FDP est membre de la coalition gouvernementale.

| Année | BW   | BY  | BE  | BB  | HB  | HH  | HE   | MV  | NI  | NW   | RP  | SA  | SN   | ST   | SH   | TH  |
| ----- | ---- | --- | --- | --- | --- | --- | ---- | --- | --- | ---- | --- | --- | ---- | ---- | ---- | --- |
| 1990  |      | 5,2 | 7,1 | 6,6 |     |     |      | 5,5 | 6,0 | 5,8  |     | 5,6 | 5,3  | 13,5 |      | 9,3 |
| 1991  | 9,5  | 5,2 | 7,1 | 6,6 | 5,4 | 7,4 | 6,9  | 5,5 | 6,0 | 5,8  |     | 5,6 | 5,3  | 13,5 |      | 9,3 |
| 1992  | 9,5  | 5,2 | 7,1 | 6,6 | 5,4 | 7,4 | 6,9  | 5,5 | 6,0 | 5,8  | 5,9 | 5,6 | 5,3  | 13,5 | 5,6  | 9,3 |
| 1993  | 9,5  | 5,2 | 7,1 | 6,6 | 4,2 | 7,4 | 6,9  | 5,5 | 6,0 | 5,8  | 5,9 | 5,6 | 5,3  | 13,5 | 5,6  | 9,3 |
| 1994  | 9,5  | 2,8 | 7,1 | 2,2 | 4,2 | 7,4 | 6,9  | 3,8 | 4,4 | 5,8  | 5,9 | 2,1 | 1,7  | 3,6  | 5,6  | 3,2 |
| 1995  | 2,5  | 2,8 | 3,4 | 2,2 | 4,2 | 7,4 | 6,9  | 3,8 | 4,4 | 4,0  | 5,9 | 2,1 | 1,7  | 3,6  | 5,6  | 3,2 |
| 1996  | 2,5  | 2,8 | 3,4 | 2,2 | 4,2 | 7,4 | 9,6  | 3,8 | 4,4 | 4,0  | 8,9 | 2,1 | 1,7  | 3,6  | 5,7  | 3,2 |
| 1997  | 2,5  | 2,8 | 3,4 | 2,2 | 3,5 | 7,4 | 9,6  | 3,8 | 4,4 | 4,0  | 8,9 | 2,1 | 1,7  | 3,6  | 5,7  | 3,2 |
| 1998  | 2,5  | 1,7 | 3,4 | 2,2 | 3,5 | 7,4 | 9,6  | 1,6 | 4,9 | 4,0  | 8,9 | 2,1 | 1,7  | 4,2  | 5,7  | 3,2 |
| 1999  | 2,2  | 1,7 | 1,9 | 2,5 | 3,5 | 5,1 | 9,6  | 1,6 | 4,9 | 4,0  | 8,9 | 2,6 | 1,1  | 4,2  | 5,7  | 1,1 |
| 2000  | 2,2  | 1,7 | 1,9 | 2,5 | 3,5 | 5,1 | 9,6  | 1,6 | 4,9 | 9,8  | 8,9 | 2,6 | 1,1  | 4,2  | 7,6  | 1,1 |
| 2001  | 8,1  | 1,7 | 1,9 | 2,5 | 9,9 | 5,1 | 5,1  | 1,6 | 4,9 | 9,8  | 7,8 | 2,6 | 1,1  | 4,2  | 7,6  | 1,1 |
| 2002  | 8,1  | 1,7 | 1,9 | 2,5 | 9,9 | 5,1 | 5,1  | 4,7 | 4,9 | 9,8  | 7,8 | 2,6 | 1,1  | 13,3 | 7,6  | 1,1 |
| 2003  | 8,1  | 2,6 | 1,9 | 4,2 | 9,9 | 7,9 | 5,1  | 4,7 | 8,1 | 9,8  | 7,8 | 2,6 | 1,1  | 13,3 | 7,6  | 1,1 |
| 2004  | 8,1  | 2,6 | 3,3 | 4,2 | 9,9 | 7,9 | 2,8  | 4,7 | 8,1 | 9,8  | 7,8 | 5,2 | 5,9  | 13,3 | 7,6  | 3,6 |
| 2005  | 8,1  | 2,6 | 3,3 | 4,2 | 9,9 | 7,9 | 2,8  | 4,7 | 8,1 | 6,2  | 7,8 | 5,2 | 5,9  | 13,3 | 6,6  | 3,6 |
| 2006  | 10,7 | 2,6 | 3,3 | 4,2 | 7,6 | 7,9 | 2,8  | 9,6 | 8,1 | 6,2  | 8,0 | 5,2 | 5,9  | 6,7  | 6,6  | 3,6 |
| 2007  | 10,7 | 2,6 | 3,3 | 6,0 | 7,6 | 7,9 | 2,8  | 9,6 | 8,1 | 6,2  | 8,0 | 5,2 | 5,9  | 6,7  | 6,6  | 3,6 |
| 2008  | 10,7 | 8,0 | 3,3 | 6,0 | 7,6 | 4,8 | 9,4  | 9,6 | 8,2 | 6,2  | 8,0 | 5,2 | 5,9  | 6,7  | 6,6  | 3,6 |
| 2009  | 10,7 | 8,0 | 7,2 | 6,0 | 7,6 | 4,8 | 16,2 | 9,6 | 8,2 | 6,2  | 8,0 | 9,2 | 10,0 | 6,7  | 14,9 | 7,6 |
| 2010  | 10,7 | 8,0 | 7,2 | 6,0 | 7,6 | 4,8 | 16,2 | 9,6 | 8,2 | 6,7  | 8,0 | 9,2 | 10,0 | 6,7  | 14,9 | 7,6 |
| 2011  | 5,3  | 8,0 | 7,2 | 1,8 | 2,4 | 6,7 | 16,2 | 2,8 | 8,2 | 6,7  | 4,2 | 9,2 | 10,0 | 3,8  | 14,9 | 7,6 |
| 2012  | 5,3  | 8,0 | 7,2 | 1,8 | 2,4 | 6,7 | 16,2 | 2,8 | 8,2 | 8,6  | 4,2 | 1,2 | 10,0 | 3,8  | 8,2  | 7,6 |
| 2013  | 5,3  | 3,3 | 7,2 | 1,8 | 2,4 | 6,7 | 5,0  | 2,8 | 9,9 | 8,6  | 4,2 | 1,2 | 10,0 | 3,8  | 8,2  | 7,6 |
| 2014  | 5,3  | 3,3 | 1,5 | 1,8 | 2,4 | 6,7 | 5,0  | 2,8 | 9,9 | 8,6  | 4,2 | 1,2 | 3,8  | 3,8  | 8,2  | 2,5 |
| 2015  | 5,3  | 3,3 | 1,5 | 1,8 | 6,8 | 7,4 | 5,0  | 2,8 | 9,9 | 8,6  | 4,2 | 1,2 | 3,8  | 3,8  | 8,2  | 2,5 |
| 2016  | 8,3  | 3,3 | 1,5 | 6,7 | 6,8 | 7,4 | 5,0  | 3,0 | 9,9 | 8,6  | 6,2 | 1,2 | 3,8  | 4,9  | 8,2  | 2,5 |
| 2017  | 8,3  | 3,3 | 1,5 | 6,7 | 6,8 | 7,4 | 5,0  | 3,0 | 7,5 | 12,6 | 6,2 | 3,3 | 3,8  | 4,9  | 11,5 | 2,5 |
| 2018  | 8,3  | 5,1 | 1,5 | 6,7 | 6,8 | 7,4 | 7,5  | 3,0 | 7,5 | 12,6 | 6,2 | 3,3 | 3,8  | 4,9  | 11,5 | 2,5 |
| 2019  | 8,3  | 5,1 | 4,1 | 6,7 | 5,9 | 7,4 | 7,5  | 3,0 | 7,5 | 12,6 | 6,2 | 3,3 | 4,5  | 4,9  | 11,5 | 5,0 |
| 2020  | 8,3  | 5,1 | 4,1 | 6,7 | 5,9 | 4,9 | 7,5  | 3,0 | 7,5 | 12,6 | 6,2 | 3,3 | 4,5  | 4,9  | 11,5 | 5,0 |
| 2021  | 10,5 | 5,1 | 4,1 | 7,2 | 5,9 | 4,9 | 7,5  | 5,8 | 7,5 | 12,6 | 5,5 | 3,3 | 4,5  | 6,4  | 11,5 | 5,0 |
| 2022  | 10,5 | 5,1 | 4,1 | 7,2 | 5,9 | 4,9 | 7,5  | 5,8 | 4,7 | 5,9  | 5,5 | 4,8 | 4,5  | 6,4  | 6,4  | 5,0 |
| 2023  | 10,5 | 3,0 | 4,1 | 4,6 | 5,1 | 4,9 | 5,0  | 5,8 | 4,7 | 5,9  | 5,5 | 4,8 | 4,5  | 6,4  | 6,4  | 5,0 |
| 2024  | 10,5 | 3,0 | 0,8 | 4,6 | 5,1 | 4,9 | 5,0  | 5,8 | 4,7 | 5,9  | 5,5 | 4,8 | 0,9  | 6,4  | 6,4  | 1,1 |
| 2025  | 10,5 | 3,0 | 0,8 | 4,6 | 5,1 | 2,3 | 5,0  | 5,8 | 4,7 | 5,9  | 5,5 | 4,8 | 0,9  | 6,4  | 6,4  | 1,1 |

#### Bade-Wurtemberg[37]
| Année | %     | Sièges   | Position | Gouvernement                                   |
| ----- | ----- | -------- | -------- | ---------------------------------------------- |
| 1980  | 8,3   | 10 / 124 | 3e       | Opposition                                     |
| 1984  | 7,2   | 8 / 126  | 4e       | Opposition                                     |
| 1988  | 5,9   | 7 / 125  | 4e       | Opposition                                     |
| 1992  | 5,9   | 8 / 146  | 5e       | Opposition                                     |
| 1996  | 9,6   | 14 / 155 | 4e       | Teufel III                                     |
| 2001  | 8,1   | 10 / 128 | 3e       | Teufel IV (2001-2005), Oettinger I (2005-2006) |
| 2006  | 10,7  | 15 / 139 | 4e       | Oettinger II (2006-2010), Mappus (2010-2011)   |
| 2011  | 5,3   | 7 / 138  | 4e       | Opposition                                     |
| 2016  | 8,3   | 12 / 143 | 5e       | Opposition                                     |
| 2021  | 10,46 | 18 / 154 | 4e       | Opposition                                     |

#### Basse-Saxe
| Année | %    | Sièges   | Position |
| ----- | ---- | -------- | -------- |
| 1982  | 5,9  | 10 / 171 | 4e       |
| 1986  | 6,0  | 9 / 155  | 4e       |
| 1990  | 6,0  | 9 / 155  | 3e       |
| 1994  | 4,4  | 0 / 161  | 4e       |
| 1998  | 4,9  | 0 / 157  | 4e       |
| 2003  | 8,1  | 15 / 183 | 3e       |
| 2008  | 8,2  | 13 / 152 | 3e       |
| 2013  | 9,9  | 14 / 137 | 4e       |
| 2017  | 7,5  | 11 / 137 | 4e       |
| 2022  | 4,70 | 0 / 146  | 5e       |

#### Bavière[38]
| Année | %   | Sièges   | Position | Gouvernement |
| ----- | --- | -------- | -------- | ------------ |
| 1998  | 1,7 | 0 / 204  | 7e       | Opposition   |
| 2003  | 2,6 | 0 / 180  | 5e       | Opposition   |
| 2008  | 8,0 | 16 / 187 | 5e       | Opposition   |
| 2013  | 3,3 | 0 / 180  | 5e       | Opposition   |
| 2018  | 5,1 | 11 / 205 | 6e       | Opposition   |
| 2023  | 3,0 | 0 / 203  | 6e       | Opposition   |

#### Berlin[39]
| Année | %    | Sièges   | Position |
| ----- | ---- | -------- | -------- |
| 2001  | 9,9  | 15 / 141 | 4e       |
| 2006  | 7,6  | 13 / 149 | 5e       |
| 2011  | 1,8  | 0 / 149  | 7e       |
| 2016  | 6,69 | 12 / 160 | 6e       |
| 2021  | 7,15 | 12 / 147 | 6e       |
| 2023  | 4,64 | 0 / 159  | 6e       |

#### Brandebourg[40]
| Année | %   | Sièges | Position |
| ----- | --- | ------ | -------- |
| 1990  | 6,6 | 6 / 88 | 5e       |
| 1994  | 2,2 | 0 / 88 | 5e       |
| 1999  | 1,9 | 0 / 89 | 6e       |
| 2004  | 3,3 | 0 / 88 | 6e       |
| 2009  | 7,2 | 7 / 88 | 4e       |
| 2014  | 1,5 | 0 / 88 | 9e       |
| 2019  | 4,1 | 0 / 88 | 7e       |
| 2024  | 0,8 | 0 / 88 | 10e      |

#### Brême[41]
| Année | %    | Sièges   | Position |
| ----- | ---- | -------- | -------- |
| 1991  | 9,5  | 10 / 100 | 4e       |
| 1995  | 3,4  | 0 / 100  | 5e       |
| 1999  | 2,5  | 0 / 100  | 6e       |
| 2003  | 4,2  | 1 / 83   | 5e       |
| 2007  | 6,0  | 5 / 83   | 5e       |
| 2011  | 2,4  | 0 / 83   | 6e       |
| 2015  | 6,6  | 6 / 83   | 5e       |
| 2019  | 5,95 | 5 / 84   | 6e       |
| 2023  | 5,1  | 5 / 87   | 6e       |

#### Hambourg[42]
| Année | %   | Sièges  | Position |
| ----- | --- | ------- | -------- |
| 2001  | 5,1 | 6 / 121 | 5e       |
| 2004  | 2,8 | 0 / 121 | 4e       |
| 2008  | 4,8 | 0 / 121 | 5e       |
| 2011  | 6,7 | 9 / 121 | 4e       |
| 2015  | 7,4 | 9 / 121 | 5e       |
| 2020  | 4,9 | 1 / 121 | 6e       |

#### Hesse[43]
| Année | %    | Sièges   | Position |
| ----- | ---- | -------- | -------- |
| 2003  | 7,9  | 9 / 110  | 4e       |
| 2008  | 9,4  | 11 / 110 | 3e       |
| 2009  | 16,2 | 20 / 118 | 3e       |
| 2013  | 5,0  | 6 / 110  | 5e       |
| 2018  | 7,49 | 11 / 137 | 5e       |
| 2023  | 5,0  | 8 / 133  | 5e       |

#### Mecklembourg-Poméranie-Occidentale[44]
| Année | %   | Sièges | Position |
| ----- | --- | ------ | -------- |
| 1990  | 5,5 | 4 / 66 | 4e       |
| 1994  | 3,8 | 0 / 71 | 4e       |
| 1998  | 1,6 | 0 / 71 | 4e       |
| 2002  | 4,7 | 0 / 71 | 4e       |
| 2006  | 9,6 | 7 / 71 | 4e       |
| 2011  | 2,8 | 0 / 71 | 6e       |
| 2016  | 3,0 | 0 / 71 | 5e       |
| 2021  | 5,8 | 5 / 79 | 6e       |

#### Rhénanie-du-Nord-Westphalie[45]
| Année | %    | Sièges   | Position |
| ----- | ---- | -------- | -------- |
| 2000  | 9,8  | 24 / 231 | 3e       |
| 2005  | 6,2  | 12 / 187 | 4e       |
| 2010  | 6,7  | 13 / 181 | 4e       |
| 2012  | 8,6  | 22 / 237 | 4e       |
| 2017  | 12,6 | 28 / 199 | 3e       |
| 2022  | 5,86 | 12 / 195 | 4e       |

#### Rhénanie-Palatinat[46]
| Année | %    | Sièges   | Position |
| ----- | ---- | -------- | -------- |
| 1996  | 8,9  | 10 / 101 | 3e       |
| 2001  | 7,8  | 8 / 101  | 3e       |
| 2006  | 8,0  | 10 / 101 | 3e       |
| 2011  | 4,2  | 0 / 101  | 4e       |
| 2016  | 6,2  | 7 / 101  | 3e       |
| 2021  | 5,52 | 6 / 101  | 5e       |

#### Sarre[47]
| Année | %     | Sièges  | Position |
| ----- | ----- | ------- | -------- |
| 1955  | 24,2  | 12 / 50 | 2e       |
| 1960  | 13,8  | 7 / 50  | 3e       |
| 1965  | 8,3   | 4 / 50  | 3e       |
| 1970  | 4,37  | 0 / 50  | 3e       |
| 1975  | 7,38  | 3 / 50  | 3e       |
| 1980  | 6,91  | 4 / 51  | 3e       |
| 1985  | 10,03 | 5 / 51  | 3e       |
| 1990  | 5,53  | 3 / 51  | 3e       |
| 1994  | 2,06  | 0 / 51  | 4e       |
| 1999  | 2,6   | 0 / 51  | 4e       |
| 2004  | 5,2   | 3 / 51  | 4e       |
| 2009  | 9,2   | 5 / 51  | 4e       |
| 2012  | 1,2   | 0 / 51  | 6e       |
| 2017  | 3,3   | 0 / 51  | 6e       |
| 2022  | 4,78  | 0 / 51  | 5e       |

#### Saxe[48]
| Année | %    | Sièges   | Position |
| ----- | ---- | -------- | -------- |
| 1990  | 5,3  | 9 / 160  | 5e       |
| 1994  | 1,7  | 0 / 120  | 5e       |
| 1999  | 1,1  | 0 / 120  | 8e       |
| 2004  | 5,9  | 7 / 124  | 5e       |
| 2009  | 10,0 | 14 / 132 | 4e       |
| 2014  | 3,8  | 0 / 126  | 7e       |
| 2019  | 4,5  | 0 / 119  | 6e       |
| 2024  | 0,9  | 0 / 120  | 10e      |

#### Saxe-Anhalt[49]
| Année | %    | Sièges   | Position |
| ----- | ---- | -------- | -------- |
| 2002  | 13,3 | 17 / 115 | 4e       |
| 2006  | 6,7  | 7 / 97   | 4e       |
| 2011  | 3,8  | 0 / 105  | 5e       |
| 2016  | 4,9  | 0 / 87   | 5e       |
| 2021  | 6,42 | 7 / 97   | 5e       |

#### Schleswig-Holstein[50]
| Année | %    | Sièges  | Position |
| ----- | ---- | ------- | -------- |
| 2000  | 7,6  | 7 / 89  | 3e       |
| 2005  | 6,6  | 4 / 69  | 3e       |
| 2009  | 14,9 | 14 / 95 | 3e       |
| 2012  | 8,2  | 6 / 69  | 4e       |
| 2017  | 11,5 | 9 / 73  | 4e       |
| 2022  | 6,39 | 5 / 69  | 4e       |

#### Thuringe[51]
| Année | %   | Sièges | Position |
| ----- | --- | ------ | -------- |
| 1990  | 9,3 | 9 / 89 | 4e       |
| 1994  | 3,2 | 0 / 88 | 5e       |
| 1999  | 1,1 | 0 / 88 | 6e       |
| 2004  | 3,6 | 0 / 88 | 5e       |
| 2009  | 7,6 | 7 / 88 | 4e       |
| 2014  | 2,5 | 0 / 91 | 6e       |
| 2019  | 5,0 | 5 / 90 | 6e       |
| 2024  | 1,1 | 0 / 88 | 8e       |